# Retard de parole
Le retard de parole ou alalie est l'absence, au sens strict totale, de développement du versant oral du langage alors que l'enfant a nettement dépassé un âge moyen pour ce développement, soit vers trois à quatre ans. 
Il toucherait jusqu'à un dixième des enfants au début de l'âge scolaire. Parfois associés à différents troubles, les troubles du langage, d'origine physique, cognitive et/ou neurodéveloppementale, incluent le retard de parole et/ou d'écriture (deux dimensions distinctes susceptibles d'être combinées) au niveau expressif et/ou de compréhensions (il se peut, en cas d'atypie développementale désignée comme agnosie verbale, que cette notion implique une altération sévère du versant verbal réceptif conjuguée à l'existence superficielle d'un langage expressif simple), le bégaiement et la dysphasie, les troubles articulatoires et d'autres. Ils entraînent des problèmes émotionnels et comportementaux souvent mais pas toujours imbriqués avec d'autres signes (troubles praxiques, spatio-temporels, de l'abstraction) et de nature à compliquer l'intégration sociale et scolaire puis personnelle et professionnelle ainsi que les apprentissages au sens large tout au long de la vie. 
Le plus souvent, ce retard est lié à des conduites révélant une immaturité pour l'âge, parfois intellectuelle mais surtout psychoaffective, comme la succion du pouce, que l'entourage doit encourager l'enfant à dépasser pour progresser, même si l'opprobre ne doit pas être jeté sur la famille (notamment la mère) et si une personne doit avant tout être encouragée à déployer ses atouts individuels. Dans tous les cas, un bilan médical et orthophonique est indispensable.